# Betsy Drake
Pour les articles homonymes, voir Drake.
Betsy Drake, née le 11 septembre 1923 à Neuilly-sur-Seine et morte à Londres le 27 octobre 2015 , est une actrice et écrivaine américaine, connue notamment pour avoir été la troisième épouse de l'acteur Cary Grant.

## Biographie

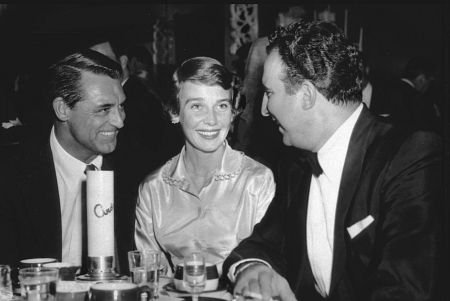
Cary Grant et sa troisième épouse Betsy Drake avec le chef d'orchestre et saxophoniste Dick Stabile en 1955.

Betsy Drake, fille aînée de deux expatriés américains, est née à Neuilly-sur-Seine en 1923. Bien que son grand-père Tracy Drake et son grand-oncle John Drake (1872-1964) soient les fondateurs du Drake Hotel à Chicago, la famille fut ruinée dans le krach boursier de 1929. Elle dut travailler comme mannequin et standardiste pour payer ses leçons d'art dramatique.
Cary Grant la remarqua d'abord en 1947, dans la production londonienne de Deep Are The Roots. Partageant le même bateau pour rentrer aux États-Unis, ils entamèrent une relation sur-le-champ. Betsy Drake signa ensuite un contrat avec la RKO et David Selznick, apparaissant dans son premier film La Course aux maris (Every Girl Should Be Married) avec Cary Grant en 1948.  
Le jour de Noël 1949, ils se marient et choisissent de mener une vie discrète à l'écart du tumulte. En 1952, ils partagent l'affiche du film Cette sacrée famille (Room for One More), et Drake enchaîne les seconds rôles dans des films comme La Blonde explosive (Will Success Spoil Rock Hunter?).
En 1956, Drake réchappe à la collision de son paquebot transatlantique italien, l’Andrea Doria, avec le vapeur Stockholm. Passagère en première classe, elle revenait d'une visite à son mari en tournage en Italie, où il eut une aventure avec Sophia Loren (ce qu'elle racontera dans son autobiographie).
Grant et Drake se séparent en 1958, tout en restant bons amis, et divorcent en 1962. Leur mariage constitue la plus longue union de l'actrice. L'acteur lui fut reconnaissant de l'avoir ouvert à d'autres centres d'intérêt sans rapport avec sa carrière, et de lui avoir fait découvrir la thérapie par le LSD, alors légal, qui lui procura la paix qu'il recherchait (Drake aurait commencé à prendre du LSD afin de vaincre le traumatisme du naufrage de l'Andrea Doria.)
Betsy Drake a ensuite abandonné sa carrière d'actrice, notamment pour l'écriture. En 1971, elle a publié son premier roman, avant de devenir psychothérapeute. Sa dernière apparition à l'écran fut dans Cary Grant: A Class Apart, un documentaire dans lequel elle revient sur Grant et leur relation.

## Filmographie
- 1948 : La Course aux maris (Every Girl Should Be Married) de Don Hartman : Anabel Sims
- 1949 : Chanson dans la nuit (Dancing in the Dark) d'Irving Reis : Julie Clarke
- 1950 : La Deuxième Femme (The Second Woman) de James V. Kern : Ellen Foster
- 1950 : Ce sacré bébé (Pretty Baby) de Bretaigne Windust : Patsy Douglas
- 1952 : Cette sacrée famille (Room for One More) de Norman Taurog : Anna Rose
- 1957 : La Blonde explosive (Will Success Spoil Rock Hunter?) de Frank Tashlin : Jenny Wells
- 1958 : Tueurs à gage (Intent to Kill) de Jack Cardiff : Dr. Nancy Ferguson
- 1958 : L'Heure audacieuse (Next to No Time) de Henry Cornelius : Georgie Brant
- 1958-1959 : Au nom de la loi (Wanted Dead or Alive) (série TV) Saison 1 épisode 20 : Lucie Fremont
- 1965 : Clarence, le lion qui louchait (Clarence, the Cross-Eyed Lion) d'Andrew Marton : Julie Harper

## Publication
- (en) Betsy Drake Grant, Children, You Are Very Little, New York, Atheneum Books , 1971